# امیر ارسلان مهدوی

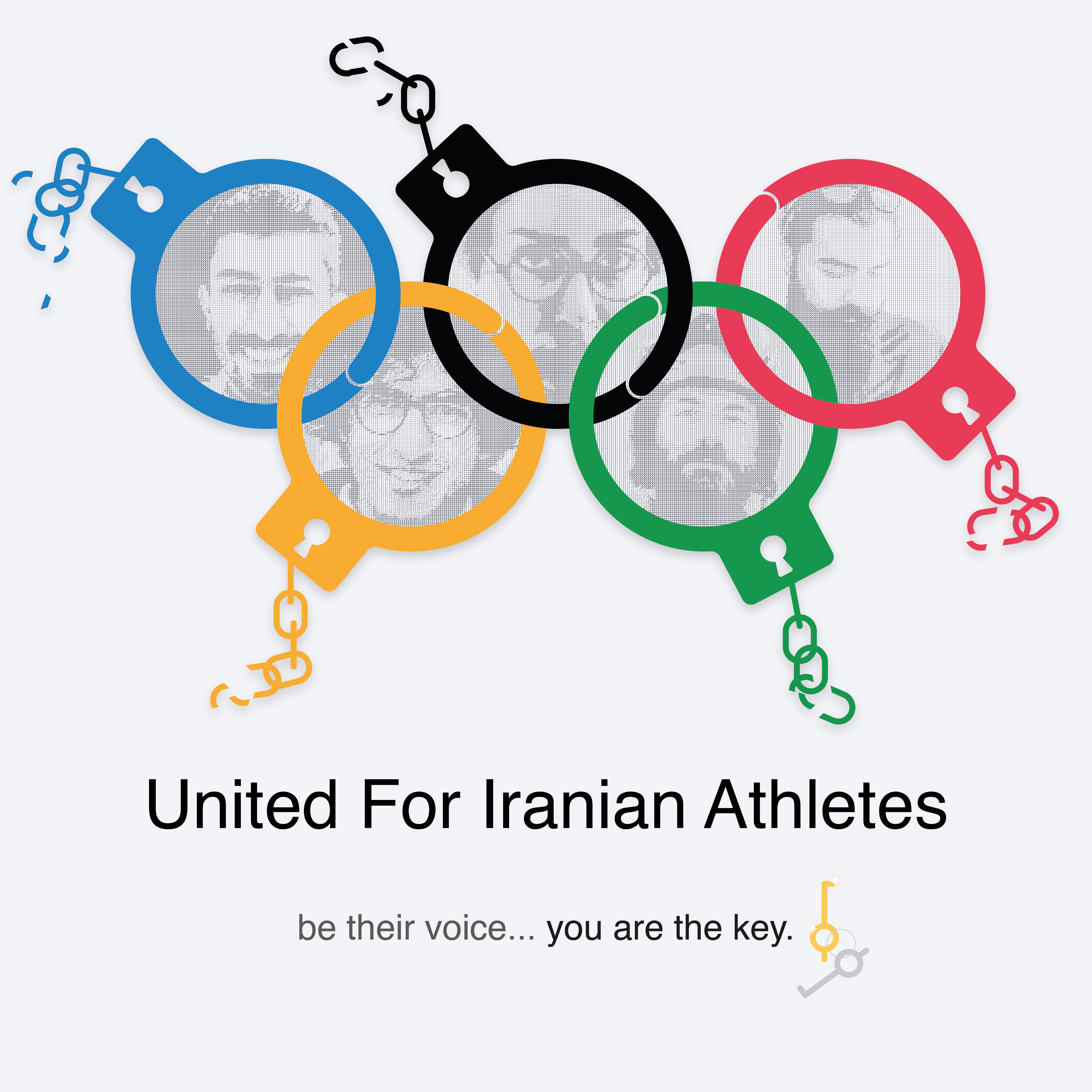
پوستری در حمایت از ورزشکاران شیرازی

امیر ارسلان مهدوی در تاریخ ۴ آبان، مربی اسنوبرد ساکن شیراز در منزلش در معالی آباد شیراز دستگیر شد. پس از گذشت بیش از یک ماه از دستگیری او، محل نگهداری و اتهام وی مشخص نشده بود.
او در بهمن ۱۴۰۱ از بازداشت آزاد شد. 

## بازداشت
خبرگزاری تسنیم وابسته به سپاه پاسداران روز چهارشنبه، ۲۳ آذرماه ویدئویی از اعترافات اجباری او به همراه دنا شیبانی، اشراق نجف‌آبادی، حسام موسوی و محمد خیوه پخش کرد و مدعی تلاش ناموفق آنها برای بمب‌گذاری در شیراز شده‌است. تصاویر آن‌ها با چشم‌بند و برخی را با دست‌بند پخش شده‌است. گفته شده که آن‌ها تحت فشار و شکنجه شدید روانی و فیزیکی مجبور به اعترافات ساختگی شده‌اند.
بر اساس تبصره ماده ۴۸ آیین دادرسی کیفری هیچ‌کدام حق دسترسی به وکیل ندارند.
- تناقضات فیلم اعترافات

وبسایت فکت‌نامه در گزارشی مفصل به راستی‌آزمایی فیلم پخش‌شده پرداخت و آن را واجد تناقضات و ابهامات جدی دانست.
این ابهامات در هشت ردیف جمع‌بندی شده‌اند:
1. در رسانه‌های حکومتی سخن از مواد منفجره با تخریب بالا مطرح شده، اما این موضوع در همان روزهای ابتدایی توسط معاون سیاسی‌امنیتی استاندار فارس،  رد شد. او گفته:«چهارشنبه شب، همان شبی که این اتفاقات رقم خورده بود گشت بسیج، به یک نفر مشکوک می‌شود در معالی‌آباد که بسته‌ای را حمل می‌کرده که فرد توقیف می‌شود و توسط ماموران مورد بازرسی قرار می گیرد بسته‌ای که همراه داشتند مایعات قابل اشتعال و بعضی ملحقات بود که مشکوک به این است که قصد داشتند در جایی از آن به عنوان عامل حریق یا انفجار محدود استفاده کنند. اما بمب‌گذاری ما نداشتیم، که جایی بمب‌گذاری شده باشد یا اینکه که مثلا مواد منفجره‌ای مثل TNT همراه داشته باشد نداشتیم  با هوشیاری مامورین این مساله هم خنثی شد.»— اسماعیل محبی‌پور، مصاحبه با شبکه استانی فارس - صدا و سیمای جمهوری اسلامی
2. در اعترافات متهمان صحبت از اکلیل و سرنج و هفت لیتر بنزین است، در حالی که رسانه‌های حکومتی از «مواد منفجره با تخریب بالا» صحبت می‌کنند که قراره بوده «شهر» را منفجر کند.
3. رسانه‌های حکومتی از حضور «تیم چک و خنثی بمب» برای خنثی‌سازی بمبی «با قدرت تخریب بالا» سخن می‌گویند، در حالی که در ویدیوهای منتشر شده در همین منابع خبری از تیم مذکور نیست و دو نفر با لباس شخصی، بدون استفاده از وسایل حداقلی ایمنی و با انبردست سیمی را قطع می‌کنند.
4. در خبرهای اولیه رسانه‌های حکومتی از دستگیری بمب‌گذار و کشف مواد منفجره در یک «کیف» صحبت شده است؛ اما در اعترافات صحبت از حمل این مواد در کیسه‌زباله سایز بزرگ است و تصور حمل هفت لیتر بنزین به این شکل دور از ذهن است.
5. روایت‌های متناقضی در رسانه‌های حکومتی درباره منبع کشف بمب ادعایی مطرح شده. در جایی گفته شده «گزارش مردمی درباره یک بسته مشکوک» باعث کشف آن شده و در فیلم اعترافات اصولاً جاسازی چنین بمبی مطرح نمی‌شود، بلکه کشف آن نتیجه بازرسی کیسه در حال حمل، توسط مأموران عنوان می‌شود. این مأموران در برخی اخبار «بسیجی» و در برخی دیگر ماموران وزارت اطلاعات معرفی می‌شوند.
6. در اعترافات یکی از متهمان گفته می‌شود که محل بمب‌گذاری مقابل استانداری فارس بوده است، در حالی که در سایر اخبار صحبت از بمب‌گذاری در فلکه احسان در معالی‌آباد است. فاصله استانداری(میدان امام حسین یا ستاد) تا میدان احسان بر اساس تخمین نقشه گوگل بیش از دو ساعت پیاده‌روی در مسیری حدوداً یازده کیلومتری است.
7. هر پنج متهم بازداشت شده، کوهنورد و ورزشکار اهل یا ساکن شیرازند. تاکنون هیچ توضیحی درباره انگیزه احتمالی این افراد برای «بمب‌گذاری» ادعایی و نحوه سازماندهی آنها ارائه نشده است. در فیلم اشاره به دستگیری متهمان در «مخفی‌گاه» می‌شود، حال آنکه فاصله بین دستگیری اولین تا آخرین متهم بیش از یک ماه‌ بوده است. امیر ارسلان مهدوی روز ۴ آبان در شیراز، دنا شیبانی در روز ۱۹ آبان در قشم، اشراق نجف‌آبادی، در تاریخ ۱۸ آبان در شیراز، محمد خیوه در روز ۱۰ آبان در شهر یاسوج و حسام موسوی در تاریخ ۹ آذر در اصفهان بازداشت شده‌اند.
8. در اعترافات دنا شیبانی، مربی اسنوبرد و تنها زن متهم این پرونده، «مسئول تبلیغات و تست عملیات» معرفی شده. معلوم نیست نقش «مسئول تبلیغات» در عملیات ادعایی مخفی و خرابکارانه چیست.

- آزادی دو تن از متهمان

در تاریخ ۳۰ دی‌ماه ۱۴۰۱، یک هفته پس از پخش فیلم اعترافات، دنا شیبانی و محمد خیوه به قید وثیقه آزاد شدند.

## کارزار آنلاین
کارزاری برای جلب حمایت بین‌المللی از اشراق نجف‌آبادی، محمد خیوه، حسام موسوی، دنا شیبانی و امیرارسلان مهدوی شکل گرفته‌است. تا تاریخ پنجم بهمن‌ماه ۱۴۰۱ تعداد امضاهای این کارزار از پانزده‌هزار گذشته است.

## تکذیب اتهام بمب‌گذاری توسط قوه قضاییه
در تاریخ نهم بهمن ۱۴۰۱، سید کاظم موسوی رئیس کل دادگستری استان فارس ضمن تکذیب اتهام بمب‌گذاری، اعلام کرد که کیفرخواست این پرونده با اتهام اجتماع و تبانی به قصد اقدام علیه امنیت کشور صادر شده است و وجود اتهامات محاربه و افساد فی‌الارض را رد کرد.

## آزادی
امیر ارسلان مهدوی در تاریخ ۱۷ بهمن ۱۴۰۱ از زندان آزاد شد.

## جستار های وابسته
- گاه‌شمار خیزش ۱۴۰۱ ایران
- بازداشت‌شدگان خیزش ۱۴۰۱ ایران
- نقض حقوق بشر توسط جمهوری اسلامی ایران